# Ørum Sogn (Norddjurs Kommune)
 For alternative betydninger, se Ørum Sogn. (Se også artikler, som begynder med Ørum Sogn)
Ørum Sogn er et sogn i Norddjurs Provsti (Århus Stift). 3. december 2000 blev en del af Ørum Sogn og en del af Glesborg Sogn udskilt for at danne Stenvad Sogn.
I 1800-tallet var Ginnerup Sogn anneks til Ørum Sogn. Begge sogne hørte til Djurs Nørre Herred i Randers Amt. Ørum-Ginnerup sognekommune blev senere delt i to, så Ørum og Ginnerup var to selvstændige sognekommuner. Ved kommunalreformen i 1970 blev de begge indlemmet i Nørre Djurs Kommune, som ved strukturreformen i 2007 indgik i Norddjurs Kommune.
I Ørum Sogn ligger Ørum Kirke.
I sognet findes følgende autoriserede stednavne:
- Basland (bebyggelse)
- Brændtvad (bebyggelse)
- Bækhuse (bebyggelse)
- Dystrup (bebyggelse, ejerlav)
- Dystrupkær (bebyggelse)
- Dystrupsø (areal)
- Kni (bebyggelse, ejerlav)
- Kni Kilde (bebyggelse)
- Kni Kær (bebyggelse)
- Langbygård (bebyggelse)
- Løkken (bebyggelse)
- Overbroen (bebyggelse, ejerlav)
- Ramten (bebyggelse, ejerlav)
- Store Kvisthus (bebyggelse)
- Tøstrup Mark (bebyggelse)
- Ørbæk (bebyggelse)
- Ørbækgård Hede (bebyggelse)
- Ørbækgård Plantage (areal)
- Ørum (bebyggelse, ejerlav)